# Julian Strube
Julian Strube (* 1985 in Heidelberg) ist ein deutscher Religionswissenschaftler. 
Seit April 2024 ist Strube Lehrstuhlinhaber für Religionswissenschaft und Interkulturelle Theologie an der Universität Göttingen. Er forscht aus globalhistorischer Perspektive über die Beziehung zwischen Religion und Politik sowie über die Bedeutung von Religion, Wissenschaft und Philosophie seit dem achtzehnten Jahrhundert, mit einem Schwerpunkt auf Indien, Europa und Nordamerika. In seinen Arbeiten setzt er sich mit Hinduismus, völkischen Bewegungen, Nationalsozialismus, gegenwärtigem Rechtsextremismus, Frühsozialismus und Esoterik auseinander.

## Werdegang
Im Rahmen seiner Magisterarbeit beschäftigte sich Strube mit dem Verhältnis von völkischen Bewegungen, Nationalsozialismus, Neonazismus und Esoterik. Daraus entstand seine erste Monographie über die fiktive Energie Vril und ihre Rezeption seit dem neunzehnten Jahrhundert, vor allem hinsichtlich der so genannten Schwarzen Sonne. Die Promotion erfolgte 2015 in Religionswissenschaft über die Beziehung zwischen Sozialismus, Katholizismus und Okkultismus im Frankreich des neunzehnten Jahrhunderts. Es folgten Positionen im Exzellenzcluster "Asia and Europe in a Global Context" in Heidelberg sowie ein eigenes DFG-Projekt. Im November 2020 habilitierte er sich für Religionswissenschaft an der Universität Heidelberg. In seiner Habilitationsschrift und dritten Monographie, Global Tantra, arbeitete Strube zum modernen Verständnis von Tantra in Bengalen, das er als Ergebnis globaler Austauschprozesse erklärte. Im Wintersemester 2020/2021 ersetzte er den Lehrstuhl für Missionswissenschaft, Ökumene und Religionswissenschaft an der Universität Hamburg. Von November 2019 bis März 2021 war er Leiter des Projekts A3-23, Religiöse Sozialreform im Kontext von Unitarismus und Brahmo Samaj: Austauschprozesse zwischen Nordamerika und Bengalen im Exzellenzcluster "Religion und Politik" der Universität Münster. Von April 2021 bis März 2024 lehrte er als Assistenzprofessor für Religionswissenschaft am Institut für Religionswissenschaft an der Universität Wien. Im Sommer 2023 war Strube Gastwissenschaftler an der Harvard University.

## Monographien
- Global Tantra: Religion, Science, and Nationalism in Colonial Modernity, Oxford University Press, 2022. ISBN 978-0-1976-2711-2
- Sozialismus, Katholizismus und Okkultismus im Frankreich des 19. Jahrhunderts: Die Genealogie der Schriften von Eliphas Lévi, De Gruyter 2016. ISBN 978-3-1104-7654-5.
- Vril: Eine okkulte Urkraft in Theosophie und esoterischem Neonazismus, Wilhelm Fink Verlag 2013. ISBN 978-3-7705-5515-4.

## Sammelbände
- mit Egil Asprem, New Approaches to the Study of Esotericism, Brill, 2021. ISBN 978-90-04-44644-1.
- mit Hans Martin Krämer, Theosophy Across Boundaries, State University of New York Press, 2020. ISBN 978-1-4384-8042-8.

## Aufsätze (Auswahl)
- "Esotericism between Europe and East Asia: How the 'Esoteric Distinction' Became a Structure in Cross-Cultural Interpretation", in: Numen 71/1, 2024, S. 9–28. Open Access
- "Global Religious History and Religious Comparativism", in: Journal for Religion and Transformation in Contemporary Society, 2024, S. 1–30. Open Access
- "Religious Comparativism, Esotericism, and the Global Occult: A Methodological Outline", in: Journal for Religion and Transformation in Contemporary Society, 2024, S. 1–24. Open Access
- "The Emergence of 'Esoteric' as a Comparative Category: Towards a Decentered Historiography", in: Implicit Religion 24/3–4, 2023, S. 353–383. Link
- "(Anti-)Colonialism, Religion, and Science in Bengal from the Perspective of Global Religious History", in: Journal of Global History 18/1, 2023, S. 88–107. Open Access
- "Theosophy, Race, and the Study of Esotericism", in: Journal of the American Academy of Religion 89/4, 2022, S. 1180–1189. Open Access
- mit Giovanni Maltese, "Global Religious History", in: Method & Theory in the Study of Religion 33/3–4,  2021, S. 229–257. Open Access
- "Rajnarayan Basu and His 'Science of Religion': The Emergence of Religious Studies through Exchanges between Bengali and Christian Reformers, Orientalists, and Theosophists", in: Method & Theory in the Study of Religion 33/3–4, 2021, S. 289–320. Open Access
- "Socialism and Esotericism in July Monarchy France", in: History of Religions 57/2, 2017, S. 197–221. Link
- "Occultist Identity Formations Between Theosophy and Socialism in fin-de-siècle France", in: Numen 64/5–6, 2017, S. 568–595. Link
- "Revolution, Illuminismus und Theosophie. Eine Genealogie der 'häretischen' Historiographie des frühen französischen Sozialismus und Kommunismus", in: Historische Zeitschrift 304/1, 2017, S. 50–89. Link
- "The 'Baphomet' of Eliphas Lévi: Its Meaning and Historical Context", in: Correspondences 4, 2017, S. 37–79. Open Access
- "Socialist Religion and the Emergence of Occultism. A Genealogical Approach to 'Secularization' in 19th-Century France", in: Religion 46/3, 2016, S. 359–388. Link
- "Die Erfindung des esoterischen Nationalsozialismus im Zeichen der Schwarzen Sonne", in: Zeitschrift für Religionswissenschaft 20/2, 2012, S. 223–268. Open Access